# Висмутисто-магниевый элемент
Висмутисто-магниевый элемент — химический источник тока. Анодом служит магний, катодом — оксид висмута, а электролитом — водный раствор бромида магния. Обладает очень высокой энергоемкостью и повышенным напряжением (1,97—2,1 Вольт).